# Enoploides spiculohamatus
Enoploides spiculohamatus är en rundmaskart som beskrevs av Schulz 1932. Enoploides spiculohamatus ingår i släktet Enoploides och familjen Enoplidae. Arten är reproducerande i Sverige. Inga underarter finns listade i Catalogue of Life.